# Liste der Biografien/Fix
Liste der Biografien |
Portal Biografien |
Personensuche
# |
A |
B |
C |
D |
E |
F |
G |
H |
I |
J |
K |
L |
M |
N |
O |
P |
Q |
R |
S |
T |
U |
V |
W |
X |
Y |
Z |
?
 
Fa |
Fe |
Ff |
Fh |
Fi |
Fj |
Fk |
Fl |
Fm |
Fn |
Fo |
Fr |
Ft |
Fu |
Fy
 
Fia |
Fib |
Fic |
Fid |
Fie |
Fif |
Fig |
Fih |
Fii |
Fij |
Fik |
Fil |
Fim |
Fin |
Fio |
Fip |
Fiq |
Fir |
Fis |
Fit |
Fiu |
Fiv |
Fix |
Fiz
Die Liste der Biografien führt alle Personen auf, die in der deutschsprachigen Wikipedia einen Artikel haben. Dieses ist eine Teilliste mit 23 Einträgen von Personen, deren Namen mit den Buchstaben „Fix“ beginnt.

## Fix
- Fix, Andreas (* 1982), deutscher Ringer
- Fix, Anton (1846–1918), österreichischer Unternehmer, Fabrikant und Tapezierer
- Fix, Bernd (* 1962), deutscher Hacker und Computersicherheits-ExperteBernd Fix (* 1962)

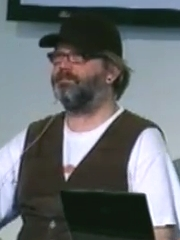
Bernd Fix (* 1962)

- Fix, Christian Gotthelf (1761–1809), sächsischer Theologe, Historiker, Schriftsteller, Gelehrter und Aufklärer
- Fix, Franz Joseph (1871–1943), elsässischer Landtagsabgeordneter
- Fix, Hans (* 1947), deutscher Sprachwissenschaftler und Skandinavist
- Fix, Karl (1897–1969), deutscher Evangelist und Gründer der Volksmission entschiedener Christen
- Fix, Lisa Marie (* 1983), deutsche Schauspielerin
- Fix, Martin (1883–1937), deutsch-russischer römisch-katholischer Geistlicher und Märtyrer
- Fix, Martin (* 1961), deutscher Pädagoge und Hochschullehrer
- Fix, Oliver (* 1973), deutscher Kanute
- Fix, Paul (1901–1983), US-amerikanischer Theater-, Fernseh- und Filmschauspieler sowie Drehbuchautor
- Fix, Philippe (* 1937), französischer Comiczeichner und Illustrator
- Fix, Stefan Linus (* 1962), deutscher Generalmajor
- Fix, Théodore (1800–1846), französischer Nationalökonom
- Fix, Ulla (* 1942), deutsche Hochschullehrerin, Professorin für Linguistik
- Fix, Wilhelm (* 1948), deutscher Bauingenieur und Hochschullehrer

### Fixd
- Fixdal, Nils (1889–1972), norwegischer Weit- und Dreispringer

### Fixl
- Fixlmillner, Alexander (1686–1759), römisch-katholischer Geistlicher; Abt des Benediktinerstiftes Kremsmünster
- Fixlmillner, Placidus (1721–1791), österreichischer Astronom und Benediktiner

### Fixm
- Fixman, Marshall (1930–2016), US-amerikanischer theoretischer Chemiker
- Fixmer, Terence (* 1972), französischer Produzent

### Fixx
- Fixx, Jim (1932–1984), US-amerikanischer Läufer und Sachbuchautor